# 3 février 1972
Le jeudi 3 février 1972 est le 34e jour de l'année 1972.

## Naissances
- Canan Kaftancıoğlu, femme politique turque
- Chi Ta-wei, écrivain chinois
- Claude Baechtold, photographe suisse
- Erika Zavaleta, professeur américain d'écologie et de biologie évolutive
- Flávio Augusto da Silva, écrivain et entrepreneur brésilien
- Francis Lastic, footballeur international lucien
- Franny Armstrong, cinéaste, professeure et musicienne britannique
- Georg Koch, footballeur allemand
- Jean-Philippe Doux, journaliste français
- Jesper Kyd, compositeur de jeux
- Mart Poom, footballeur estonien
- Matthias Simmen, biathlète suisse
- Patty Chang, réalisatrice américaine
- Riku Korhonen, écrivain finlandais
- Ron Pasco, joueur de hockey sur glace canadien
- Stéphane Cadé, auteur-compositeur-interprète français
- Thierry Chabagny, navigateur et un skipper professionnel français
- Victor LaValle, écrivain américain

## Décès
- Guy de Gastyne (né le 10 mai 1888), réalisateur français
- Jane Renouardt (née le 7 juillet 1890), actrice française
- John Litel (né le 30 décembre 1892), acteur américain
- Madeleine Horn-Monval (née le 12 mars 1886), bibliothécaire à la Comédie-Française et à la Bibliothèque de l'Arsenal
- Muriel Vanderbilt (née le 23 novembre 1900), personnalité mondaine et propriétaire de chevaux
- Youssef Salim Bey Karam (né le 5 avril 1910), homme politique libanais

## Événements
- Blizzard de 1972 en Iran faisant environ 4 000 morts, un record mondial
- Début des Jeux olympiques d'hiver de 1972 avec les épreuves de hockey